# Anopliomorpha hirsutum
Anopliomorpha hirsutum là một loài bọ cánh cứng trong họ Cerambycidae.